# Galancillo
Galancillo är en ort i Mexiko.   Den ligger i kommunen Dolores Hidalgo och delstaten Guanajuato, i den centrala delen av landet, 280 km nordväst om huvudstaden Mexico City. Galancillo ligger 2 001 meter över havet och antalet invånare är 150.
Terrängen runt Galancillo är en högslätt. Runt Galancillo är det ganska tätbefolkat, med 93 invånare per kvadratkilometer. Närmaste större samhälle är Dolores Hidalgo, 14,8 km söder om Galancillo. Trakten runt Galancillo består till största delen av jordbruksmark.